# Gama-D-glutamil-meso-diaminopimelatna peptidaza
Gama-D-glutamil-meso-diaminopimelatna peptidaza (EC 3.4.19.11, endopeptidaza I, gama-D-glutamildiaminopimelatna endopeptidaza, gama--glutamil--meso-diaminopimelatna peptidoglikanska hidrolaza, gama-glutamil--meso-diaminopimelilna endopeptidaza, gama--glutamil-meso-diaminopimelatna endopeptidaza, gama--glutamil-meso-diaminopimelinska peptidoglikanska hidrolaza, gama--glutamil-meso-diaminopimelinska endopeptidaza, gama--glutamil-meso-D-aminopimelinska endopeptidaza) je enzim. Ovaj enzim katalizuje sledeću hemijsku reakciju
hidroliza gama-D-glutamilnih veza do L-terminusa (pozicije 7) meso-diaminopimelinske kiselina (meso-A2pm) in 7-(L-Ala-gama-D-Glu)-meso-A2pm i 7-(L-Ala-gama-D-Glu)-7-(D-Ala)-meso-A2pm. Neophodno je da D-terminalne amino i karboksi grupe meso-A2pm nisu supstituisane
Ova metalopeptidaza je izolovana iz bakterije Bacillus sphaericus.

## Literatura
- Nicholas C. Price; Lewis Stevens (1999). Fundamentals of Enzymology: The Cell and Molecular Biology of Catalytic Proteins (Third изд.). USA: Oxford University Press. ISBN 019850229X.
- Eric J. Toone (2006). Advances in Enzymology and Related Areas of Molecular Biology, Protein Evolution (Volume 75 изд.). Wiley-Interscience. ISBN 0471205036.
- Branden C; Tooze J. Introduction to Protein Structure. New York, NY: Garland Publishing. ISBN 0-8153-2305-0.
- Irwin H. Segel. Enzyme Kinetics: Behavior and Analysis of Rapid Equilibrium and Steady-State Enzyme Systems (Book 44 изд.). Wiley Classics Library. ISBN 0471303097.
- William P. Jencks (1987). Catalysis in Chemistry and Enzymology. Dover Publications. ISBN 0486654605.

## Spoljašnje veze
- Gamma-D-glutamyl-meso-diaminopimelate+peptidase на 